# Руакана (місто)
Руакана (англ. Ruacana) - місто, розташоване на території однойменного регіону області Омусаті Намібії. Він знаходиться поряд з річкою Кунене біля кордону між Намібією і Анголою.
Населення - 10 722 чоловік (на 2012 рік).
В 2005 році отримало статус села, в 2010 році - міста .
Місто розвивалося через близькість до підземної ГЕС, пов'язаної з дамбою на річці Кунене у ангольського села Calueque. В 1988 році дамба та насосні станції були підірвані в результаті удару кубинської авіації під час громадянської війни в Анголі. Об'єкт було частково відремонтовано, і зараз намібійської національна комунальна компанія NamPower управляє трьома турбінами потужністю 240 МВт. У 1988 році селище складався всього з 17 дворів, з них 14 належали військам ПАР, а інші 3 були для сімей South-West African Water and Power. 
Середньорічна кількість опадів 426 мм. Але сезон дощів 2010/2011 приніс 960 мм опадів .
Поблизу до міста розташована ферма Etunda площею 600 га, де в 1993 році була створена іригаційна система. Половина ферми служить для комерційного зрошення земель, а інша — розподілена між 82 дрібними фермерами. Etunda займається культивацією пшениці, кукурудзи, кавунів, бананів та інших культур .